# Henri Biva
Pour les articles homonymes, voir Biva.
Henri Biva, né le 22 janvier 1848 à Montmartre (Seine) et mort le 2 février 1929 dans le 10e arrondissement de Paris, est un peintre français de l'école de Barbizon.

## Biographie
Henri Biva grandit à Montmartre dans une famille d'artistes. Son frère Paul est également peintre. Il suit des études à l'École des beaux-arts de Paris dans les ateliers de Léon Tanzi (1846-1913) et d'Alexandre Nozal (1852-1929), et fréquente également les cours de William-Adolphe Bouguereau, Jean-Joseph Benjamin-Constant et Jules Joseph Lefebvre à l'Académie Julian. Biva expose deux toiles au Salon de 1879 à Paris.
Il reçoit une médaille de bronze à l'Exposition universelle de 1900.
Membre de la Société des artistes français où il est récompensé par deux fois, il est décoré de l'ordre de chevalier de la Légion d'honneur en 1900,.
Ses toiles, peintes sur le motif, offrent la nostalgie paisible de la campagne d'autrefois, sans activité humaine. Qualifié de peintre réaliste, les influences de ses professeurs se retrouvent dans le soin particulier qu'il apporte à ses œuvres tant au niveau de la lumière qu'au dessin des détails.
Il s'est concentré principalement sur la banlieue ouest de Paris, une peinture réalisée sur le motif, une œuvre, dans la nature, devant le sujet, souvent un paysage (comme l'ont fait les Impressionnistes) avec son matériel, châssis entoilé et chevalet, même si parfois il achève ses tableaux en atelier. Son style variant entre postimpressionnisme et le réalisme avec une composante naturaliste, sa peinture se caractérise par des traits complexes et une palette pure baignée de lumière naturelle, la lumière du moment présent (Biva consacre une grande attention aux effets de lumière et d'atmosphère). Attiré par l’effet que produisent les variations constantes et perceptibles de la lumière sur les éléments, Biva retranscrit les sensations immédiates, les effets lumineux du ciel et de l’eau, la scintillation colorée de leurs rapports de cause à effet.

## Collections publiques
- Bayeux, musée Baron Gérard :
  - Après le coucher du soleil[7]
- Après le coucher du soleil[8]
- Paris, musée d'Orsay : Les Brumes, Villeneuve-l'Étang, 1909[9]
- musée de Roanne : Nature Morte[10],
- Saint-Nazaire, musée municipal : L'Après-midi à Villeneuve-l'Étang, 1907[11]

## Distinctions
- Médaille de bronze à l'Exposition universelle de 1900 à Paris
- Chevalier de la Légion d'honneur en 1900

### Galerie

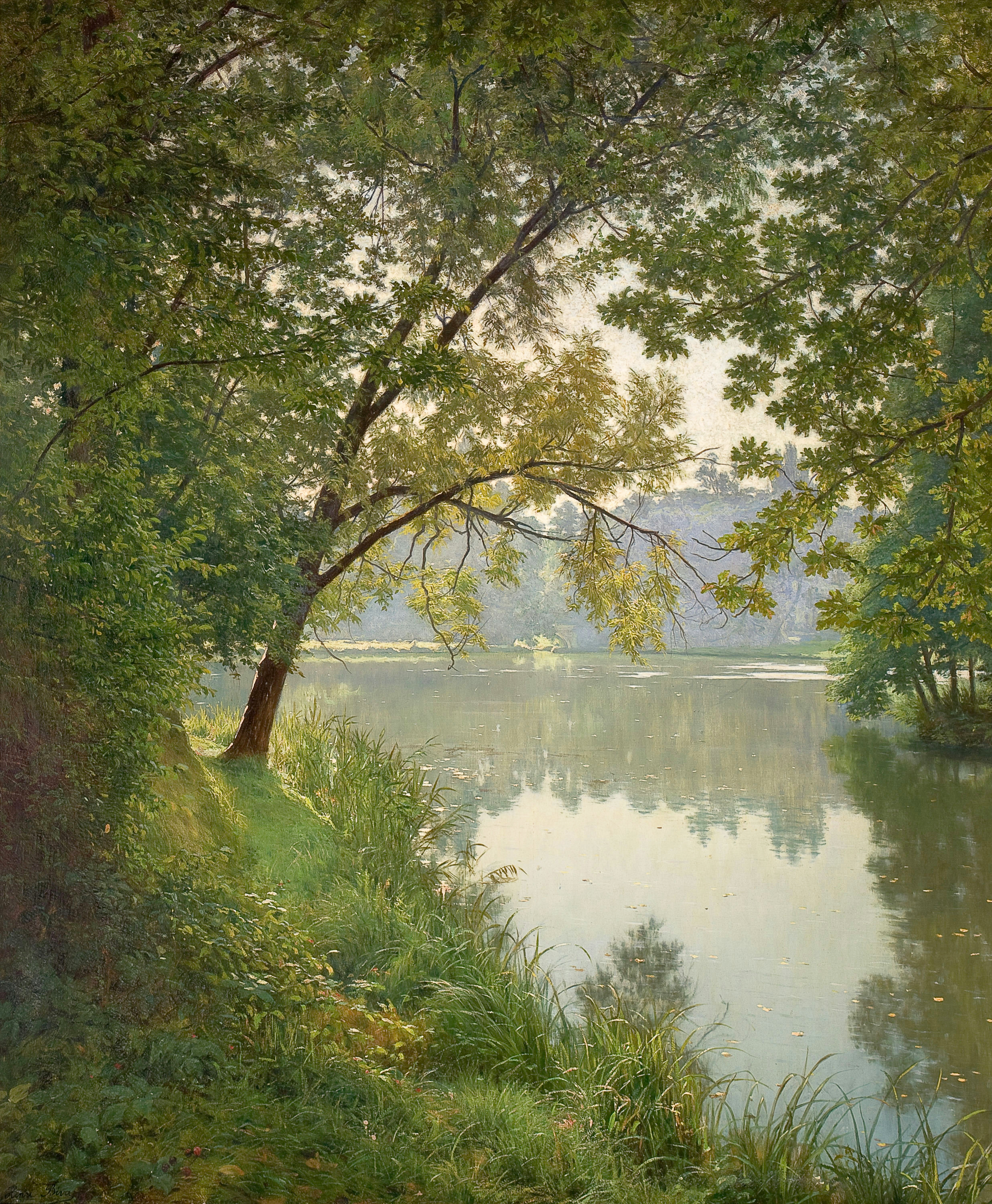
Matin à Villeneuve (Salon de 1906)
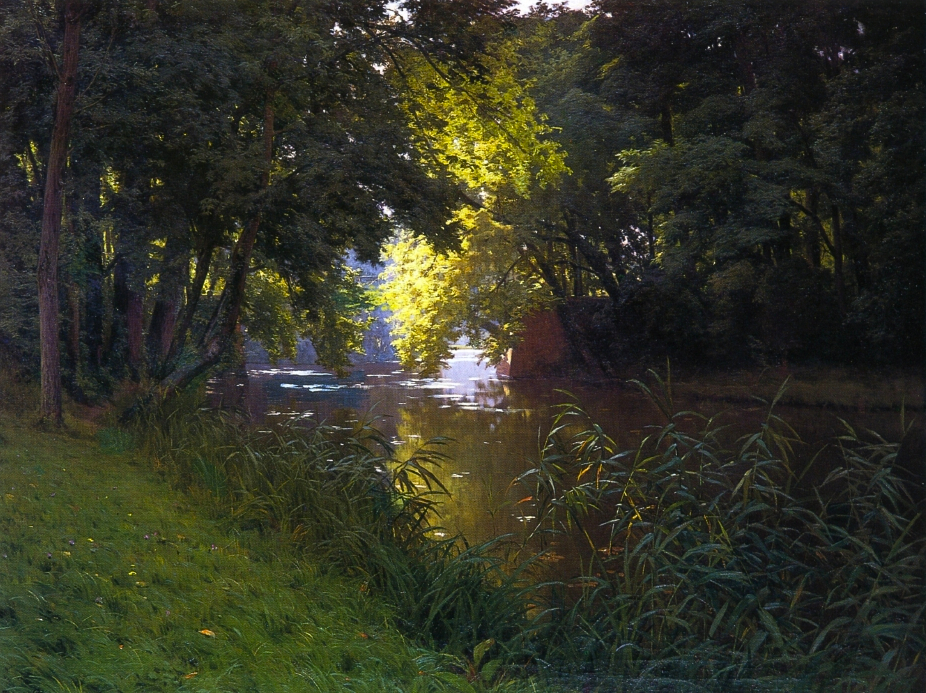
Près de la rivière, huile sur toile, 122 × 162 cm
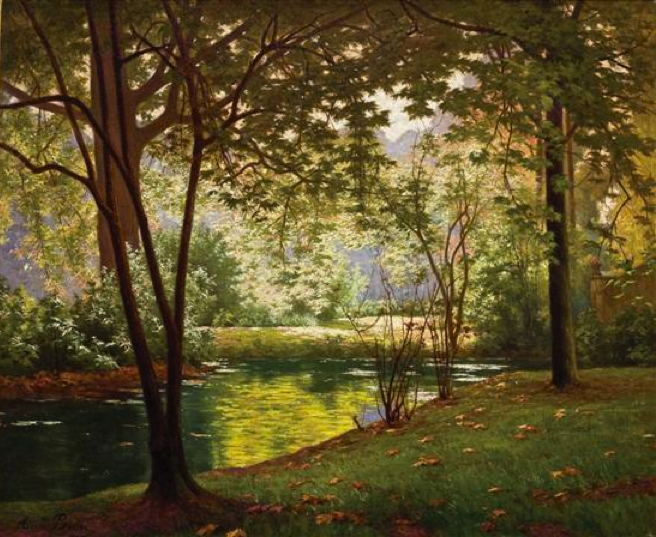
Bord de rivière ensoleillé, huile sur toile, 53.3 × 59,7 cm
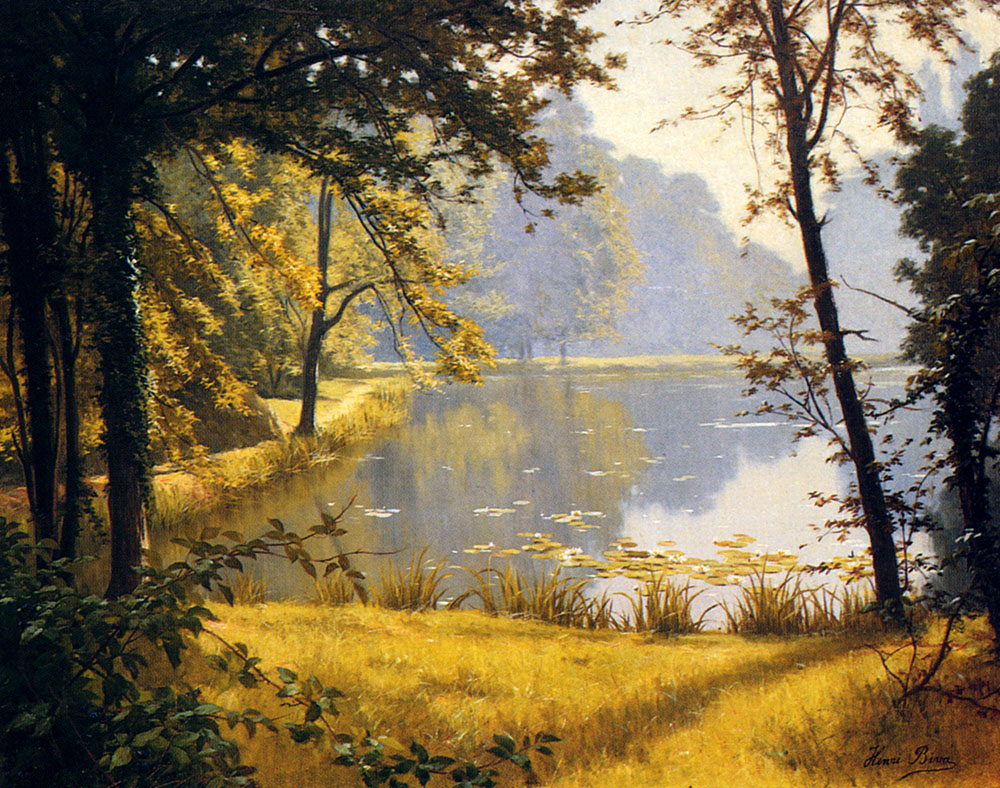
A Lily Pond, huile sure toile, 91.4 × 73,7 cm
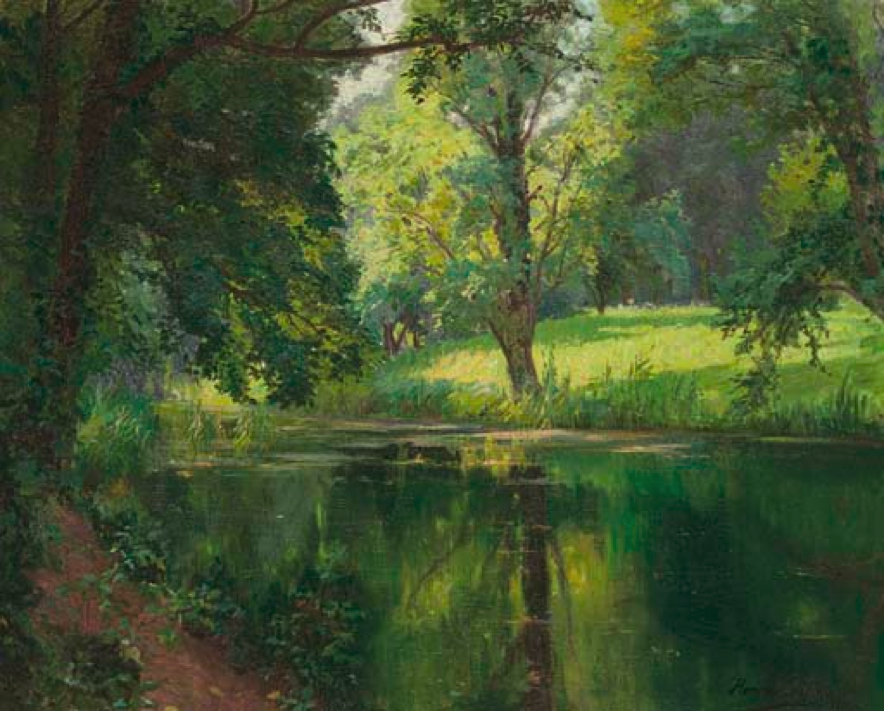
A quiet stretch of the river, huile sur toile, 50 × 61 cm
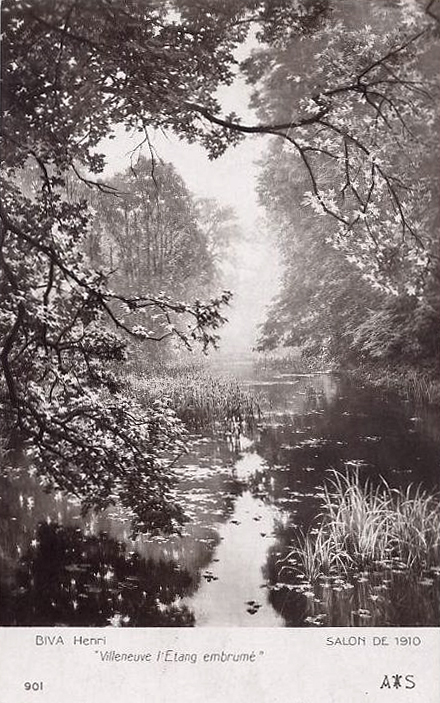
Le Matin embrumé à Villeneuve-l'Etang, carte postale Salon de Paris, 1910.
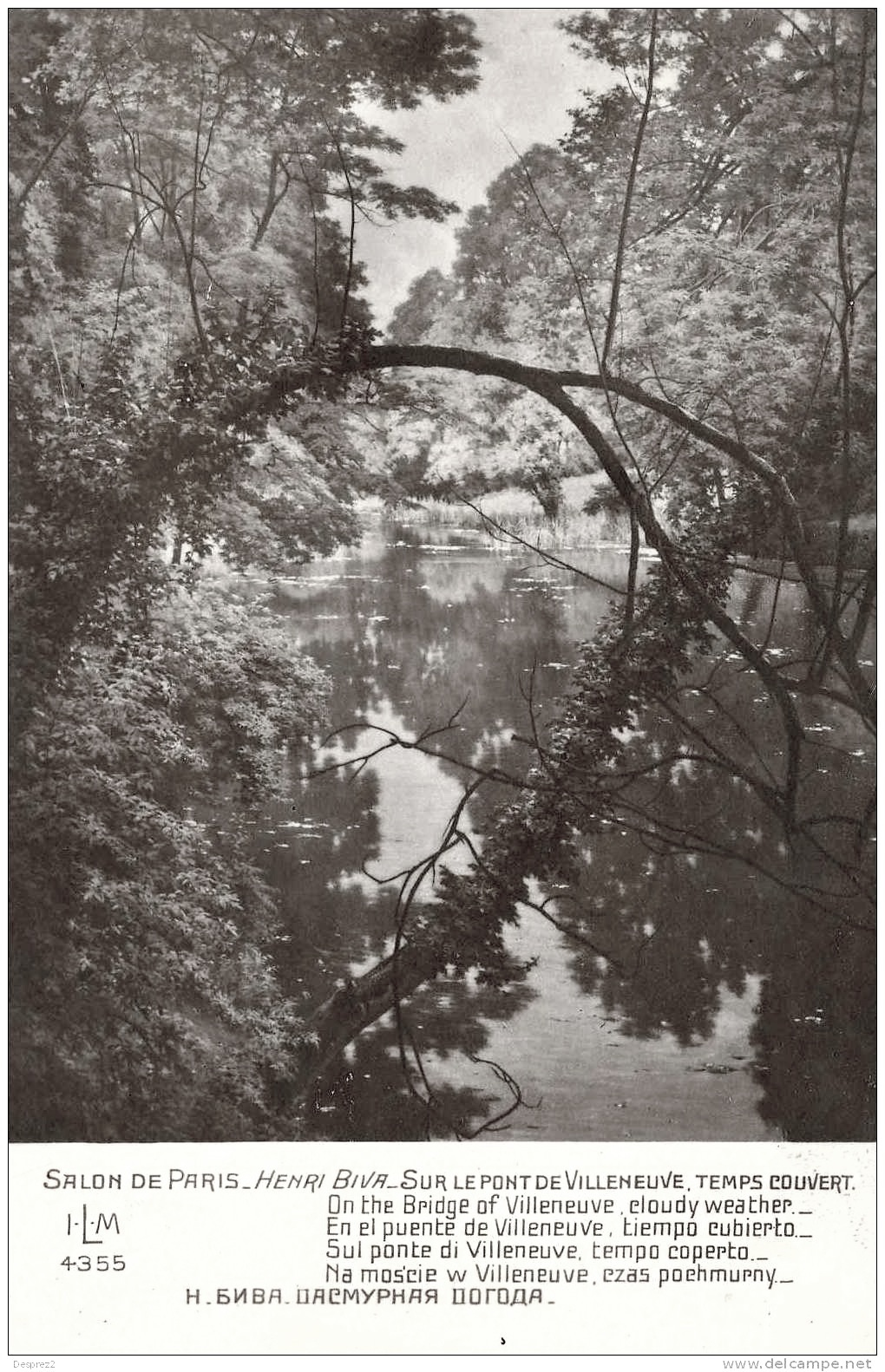
Sur le Pont de Villeneuve, Temps couvert avant 1914. Carte postale Salon de Paris, 1914. Marnes-la-Coquette (Seine-et-Oise), France